# Dupont Circle

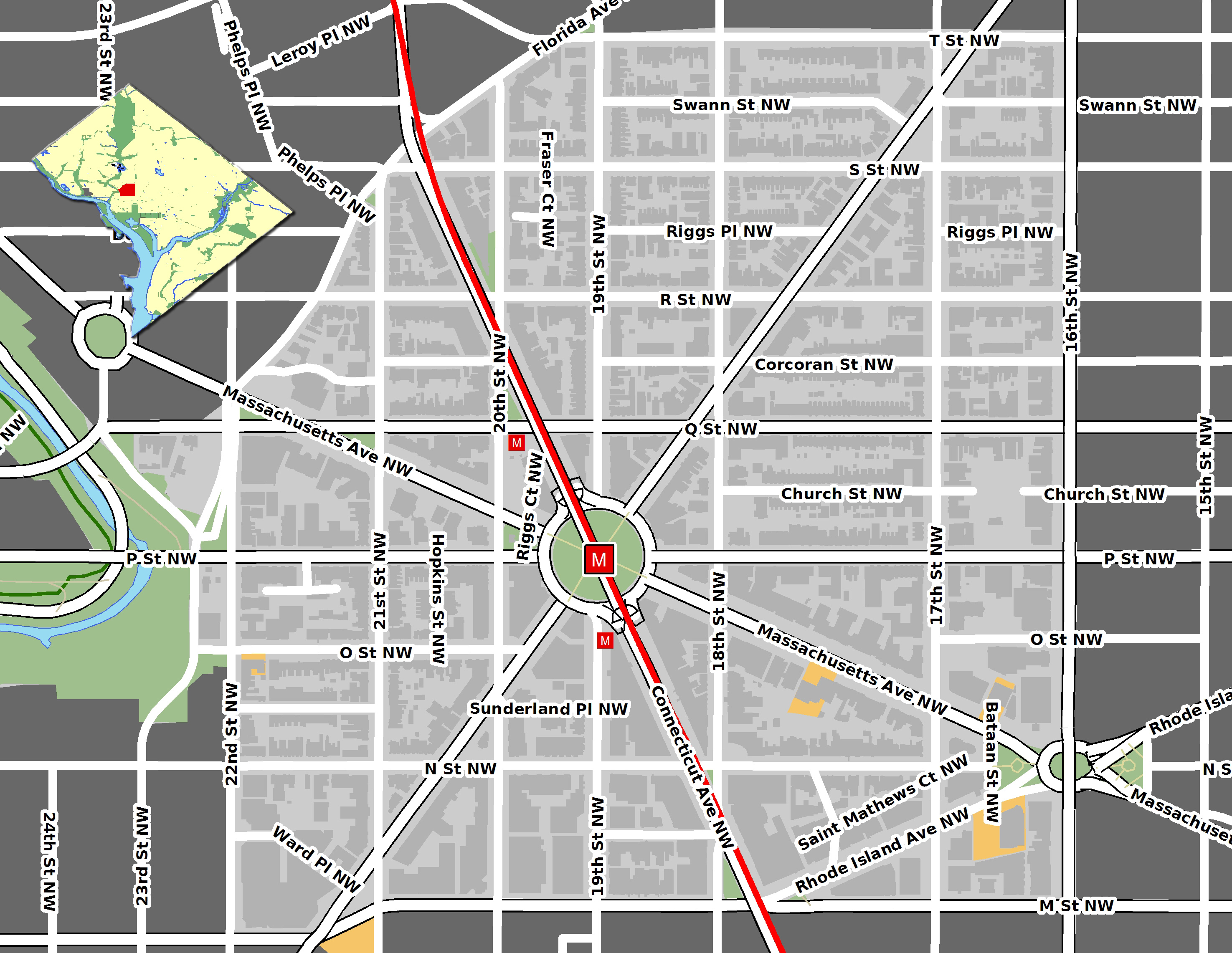
Localització al mapa de Dupont Circle

Dupont Circle és una rotonda a la  quadrant nord-oest de Washington DC, en la intersecció de les avingudes de Massachusetts, Connecticut i New Hampshire, amb els carrers P i 19. Dupont Circle també dona nom al parc públic que envolta la plaça i també al barri proper, que s'estén des del carrer 16 a l'est fins a la 22 a l'oest i des del carrer M al sud fins a l'avinguda de Florida al nord. Dupont Circle té una parada de  metro en la línia vermella de metro de la ciutat, amb entrades al nord (carrers 20 i Q) i sud (carrers 19 i Dupont Circle) de la plaça.
S'hi poden trobar diverses ambaixades i edificis històrics. En els últims temps és conegut per concentrar restaurants, discoteques i departaments per a la comunitat gai de classe alta.